# ソフィア・サモデルキナ
ソフィア・ウラジーミロヴナ・サモデルキナ（Софья Владимировна Самоделкина、2007年2月18日 - ）は、モスクワ出身のフィギュアスケート選手（女子シングル）。2023年までロシア代表、2024年からカザフスタン代表として競技に参加している。主な戦績は、2025年冬季ワールドユニバーシティゲームズ3位など。

## 経歴

### ジュニア時代まで
2007年2月18日、モスクワでロシア人の父親とカザフスタン人の母親の間に生まれる。兄と妹がいる。父親と一緒にフィギュアスケートの放送を見るのが好きだったサモデルキナは、5歳でスケートを始めた。最初の6年間はCSKAのリリア・ビクタギロワのグループで練習を積み、2016年に同じCSKAのセルゲイ・ダヴィドフのグループに移籍した。2020年と2021年のロシアジュニア選手権では4位に入った。

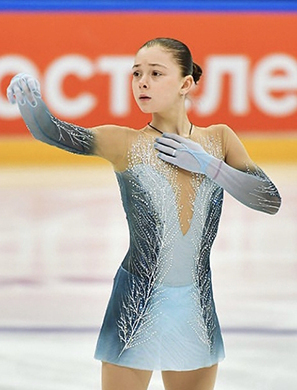
2021年のサモデルキナ

2021–22シーズンからジュニアグランプリシリ－ズに参戦し、クラスノヤルスクで3位、リュブリャナ杯で2位となった。どちらの大会でも4回転サルコウを成功させた。2021年デニステンメモリアルチャレンジではジュニア部門で3回転アクセルを成功させ優勝した。シニアのロシア選手権では4位、ロシアジュニア選手権では2位に入った。2022年2月のロシアのウクライナ侵攻の影響でロシアの選手は国際大会への出場を禁じられたため、世界ジュニア選手権への出場はかなわなかった。
2022–23シーズンからダヴィドフの元を離れ、スヴェトラーナ・ソコロフスカヤに師事した。このシーズンも国際大会には出場できず、ロシアグランプリシリーズに出場した。第2戦で2位、第5戦では北京オリンピック銀メダリストのアレクサンドラ・トゥルソワを破り優勝した。2023年ロシア選手権では11位、ロシアグランプリファイナルでも11位となった。
2023年夏、サモデルキナは母親の故郷であるカザフスタンの国籍を取得し、アスタナへ移住した。10月からは再びコーチを変え、エフゲニー・プルシェンコのアカデミーでトレーニングを開始した。サモデルキナはロシア代表チームの一員だったため、ロシアスケート連盟はサモデルキナを手放すことに消極的だったが、2024年5月に正式に許可が下り、カザフスタンの代表として競技することが認められた。

### カザフスタン代表として
2024–25シーズンからはプルシェンコの元を離れ、カザフスタンで練習を開始した。3年ぶりにジュニアグランプリシリーズに出場し、アンカラ大会で4位となる。シニアの国際デビュー戦となったチャレンジャーシリーズ・デニステンメモリアルでは2位、タリントロフィーでも2位に入り、2025年カザフスタン選手権では優勝を果たした。2025年はアジア冬季競技大会、冬季ユニバーシティーゲームズ、四大陸選手権などに出場し、ユニバーシティーゲームズでは3位となった。

## 競技成績

### ISUパーソナルベストスコア
- SP - ショートプログラム、FS - フリースケーティング
- TSS - 部門内合計得点（英: Total segment score）は太字
- TES - 技術要素点（英: Technical element score）、PCS - 演技構成点（英: Program component score）

| 部門 | 種類 | 得点   | 大会                      |
| ---- | ---- | ------ | ------------------------- |
| 総合 | TSS  | 205.67 | 2021年JGPリュブリャナ     |
| SP   | TSS  | 65.80  | 2025年クランベリー杯      |
| SP   | TES  | 36.74  | 2025年クランベリー杯      |
| SP   | PCS  | 30.23  | 2021年JGPリュブリャナ     |
| FS   | TSS  | 141.63 | 2021年JGPクラスノヤルスク |
| FS   | TES  | 80.95  | 2021年JGPリュブリャナ     |
| FS   | PCS  | 65.15  | 2025年クランベリー杯      |

### 戦績表
- GP - ISUグランプリシリーズ
- CS - ISUチャレンジャーシリーズ
- JGP - ISUジュニアグランプリシリーズ
- J - ジュニアクラス

#### カザフスタン代表
| 大会名                       | 2024–25 | 2025–26 |
| ---------------------------- | ------- | ------- |
| 世界選手権                   | 14位    |         |
| 四大陸選手権                 | 7位     |         |
| GP NHK杯                     |         | TBD     |
| CS クランベリー杯            |         | 2位     |
| CS デニステンメモリアル      | 2位     |         |
| CS タリン杯                  | 2位     |         |
| アジア冬季競技大会           | 4位     |         |
| 冬季ユニバーシティーゲームズ | 3位     |         |
| カザフスタン選手権           | 1位     |         |

| 大会名       | 2024–25 |
| ------------ | ------- |
| JGP アンカラ | 4位     |

#### ロシア代表
| 大会名       | 2021–22 | 2022–23 |
| ------------ | ------- | ------- |
| ロシア選手権 | 4位     | 11位    |

| 大会名               | 2019–20 | 2020–21 | 2021–22 |
| -------------------- | ------- | ------- | ------- |
| JGP リュブリャナ     |         |         | 2位     |
| JGP クラスノヤルスク |         |         | 3位     |
| デニステンメモリアル |         |         | 1位 J   |
| ロシアジュニア選手権 | 4位     | 4位     | 2位     |

### 詳細
- マークが付いている大会はISU公認の国際大会
- パーソナルベストは太字で表示

| 2025-2026 シーズン  |                                                       |         |          |          |
| 開催日              | 大会名                                                | SP      | FS       | 結果     |
| 2025年8月7日 - 10日 | ISUチャレンジャーシリーズクランベリー杯（ノーウッド） | 2 65.80 | 1 137.35 | 2 203.15 |

| 2024-2025 シーズン    |                                                                     |          |           |           |
| 開催日                | 大会名                                                              | SP       | FS        | 結果      |
| 2025年3月25日 - 30日  | 2025年世界フィギュアスケート選手権（ボストン）                      | 13 63.58 | 13 117.78 | 14 181.36 |
| 2025年2月18日 - 23日  | 2025年四大陸フィギュアスケート選手権（ソウル）                      | 8 63.98  | 6 129.39  | 7 193.37  |
| 2025年2月7日 - 14日   | 2025年アジア冬季競技大会（ハルビン）                                | 4 63.31  | 4 125.12  | 4 188.43  |
| 2025年1月13日 - 23日  | FISU 冬季ワールドユニバーシティゲームズ（トリノ）                   | 2 66.43  | 4 124.53  | 3 190.96  |
| 2024年12月14日 - 15日 | 2025年カザフスタンフィギュアスケート選手権（カラガンダ）            | 1 57.60  | 1 118.10  | 1 175.70  |
| 2024年11月12日 - 17日 | ISUチャレンジャーシリーズタリントロフィー（タリン）                 | 3 53.98  | 2 119.27  | 2 173.25  |
| 2024年10月3日 - 6日   | ISUチャレンジャーシリーズデニステンメモリアルチャレンジ（アスタナ） | 3 63.84  | 3 125.83  | 2 189.67  |
| 2024年9月18日 - 21日  | ISUジュニアグランプリ アンカラ（アンカラ）                          | 8 57.14  | 4 117.44  | 4 174.58  |